# Kraslice
Kraslice (tyska: Graslitz) är en stad med 6 885 invånare (2016) i regionen Karlovy Vary i nordvästra Tjeckien. Den är belägen söder om Erzgebirge, omkring 5 kilometer från grannorten Klingenthal i Tyskland.
Staden är känd för sin tillverkning av blåsinstrument. Tillverkningen började redan i mitten på 1800-talet, bland annat av företaget Bohland & Fuchs, och i dag finns här Amati - Denak som är en av Europas största tillverkare av blåsinstrument.